# Нозод
Нозод е хомеопатичен препарат, направен от патологичен продукт на дадена болест.
Д-р Едуард Бах създава нозодите, които са ваксини, приемани през устата, от чревни бацили или така наречените „чревни нозоди“, които се използват и до днес в хомеопатията.
Думата произхожда от гръцкото nosos, означаваща заболяване. Има и (в хомеопатичен, а вероятно и в етимологичен смисъл) връзка с латинското noxa, корен на думата noxious (на английски – вреден).
Приготвянето на нозодите произхожда от хомотоксикологията, тип хомеопатична терапия създадена от Ханс-Хайнрих Реквег в Германия през първата половина на 18 век.